# Žan Batist Lamark
Žan Batist Pjer Antoan de Mone, ševalije de Lamark (fr. Jean-Baptiste Pierre Antoine de Monet, chevalier de Lamarck; Bazanten, 1. avgust 1744 — Pariz, 18. decembar 1829) bio je francuski botaničar i prirodnjak koji je ranu teoriju evolucije izneo 1809. godine u delu Zoološka filozofija. Prvi je napisao delo o teoriji evolucije, po kojoj su se sve vrste životinja razvijale od drugih vrsta koje su postojale ranije. Kao biolog primljen je u Francusku akademiju 1779. godine.

## Biografija
Žan Batist Lamark je rođen 1. avgusta 1744. u Bazantenu, malom gradu na severu Francuske. Živeo je u aristokratskoj porodici sa 10 braće i sestara, od kojih je on bio najmlađi. Učestvovao je u Sedmogodišnjem ratu, nakon čega je dobio odlikovanje za hrabrost i bio је unapređen u čin poručnika, ali je posle povrede napustio vojsku.
Medicinu i botaniku učio je kod Bernara de Žisjea. Godine 1778. napisao je delo Flora Francuske, a potom počinje da radi u Botaničkoj bašti u Parizu. Lamark je primljen u Francusku akademiju 1779. godine.
Bavio se proučavanjem beskičmenjaka, izneo je razliku između kičmenjaka i beskičmenjaka i uveo termin invertebrata. Radio je kao profesor zoologije u Nacionalnom muzeju prirodne istorije u Parizu.
Umro je 18. decembra 1829. godine.

## Lamarkova teorija evolucije
Lamark je bio pristalica teorije spontane generacije. Žan Batist Lamark je doprineo pojavi novovekovne teorije o evoluciji života i živih vrsta na Zemlji.
Na Lamarkov naučni rad uticalo je i poznanstvo sa Žoržom Bifonom, od koga je preuzeo zamisao da su se brojne vrste domaćih četvoronožnih životinja razvile od divljih. Lamark je objavio 1801. godine Sistem životinja bez kičme, u kojem je prvi put izneo ideju o zajedničkom poreklu živih organizama i njihovom postupnom razvoju, а do 1809. godine i objavljivanja poznatog dela Zoološka filozofija razradio je u prvu celovitu evolucionu teoriju.
Svoju teoriju evolucije predstavio je kroz dva pravila. Prvo pravilo govori o tome da promene u spoljašnjoj sredini dovode do promena kod organizama (na primer manje se koriste određene strukture odnosno organi što dovodi do njihovog smanjenja ili iščezavanja, ili obratno više se koriste i dodatno se razvijaju). Drugo pravilo govori o naslednosti ovih promena, to jest o prenosu promena kroz generacije (ideja poznata kao lamarkizam). U krajnjoj liniji Lamark je pisao da je u tom „usložnjavajućem uređivanju” živih bića nastao i čovek od čovekolikog majmuna.
U to vreme većina istraživača živog sveta, biologa, odbacivala je Lamarkovu evolucionu teoriju i on je ostao malo čitan, ali posle je sam Čarls Darvin uviđao koliko njegovo objašnjenje evolucije živih vrsta liči na pisanje Lamarka i strahovao je da će biti optužen za neoriginalnost.

## Literatura
- De Lamarck, Jean Baptiste (1914). Zoological philosophy; an exposition with regard to the natural history of animals ... London.
- Логос, Александар А. (2017). Путовање мисли: увод у потрагу за истином, 2. измењено издање. Београд.
- Bange, Raphaël; Corsi, Pietro (n.d). „Chronologie de la vie de Jean-Baptiste Lamarck” (на језику: француски). Centre national de la recherche scientifique. Архивирано из оригинала 12. 4. 2013. г. Приступљено 10. 7. 2007.
- Bowler, Peter (1989). Evolution : the history of an idea (Revised изд.). University of California Press. ISBN 978-0-520-06386-0. OCLC 17841313.
- Bowler, Peter J. (2003). Evolution: the History of an Idea (3rd изд.). California: University of California Press. ISBN 978-0-520-23693-6.
- Burkhardt, Richard W., Jr. (1970). „Lamarck, evolution, and the politics of science”. Journal of the History of Biology. 3 (2): 275—298. JSTOR 4330543. PMID 11609655. doi:10.1007/bf00137355.
- Coleman, William L. (1977). Biology in the Nineteenth Century: problems of form, function, and transformation. Cambridge: Cambridge University Press. ISBN 978-0-521-29293-1.
- Curtis, Caitlin; Millar, Craig; Lambert, David (септембар 2018). „The Sacred Ibis debate: The first test of evolution”. PLOS Biology. 16 (9): e2005558. PMC 6159855 . PMID 30260949. doi:10.1371/journal.pbio.2005558.
- Cuvier, Georges (јануар 1836). „Elegy of Lamarck”. Edinburgh New Philosophical Journal. 20: 1—22.
- Damkaer, David M. (2002). The Copepodologist's Cabinet: a Biographical and Bibliographical History. Philadelphia: American Philosophical Society. ISBN 978-0-87169-240-5.
- Darwin, Charles (1861—1882). „Historical sketch”. On the Origin of Species (3rd–6th изд.). London: John Murray.
- Darwin, Charles (2001).  Appleman, Philip, ур. Darwin: Texts, Commentary. Norton critical editions in the history of ideas (3rd изд.). Norton. ISBN 978-0-393-95849-2.
- Delange, Yves (1984). Lamarck, sa vie, son œuvre. Arles: Actes Sud. ISBN 978-2-903098-97-1.
- Dudenredaktion; Kleiner, Stefan; Knöbl, Ralf (2015) [First published 1962]. Das Aussprachewörterbuch [The Pronunciation Dictionary] (на језику: немачки) (7th изд.). Berlin: Dudenverlag. ISBN 978-3-411-04067-4.
- Fitzpatrick, Tony (2006). „Researcher gives hard thoughts on soft inheritance: above and beyond the gene”. Washington University in St. Louis. Архивирано из оригинала 08. 01. 2016. г. Приступљено 8. 10. 2011.
- Gillispie, Charles Coulston (1960). The Edge of Objectivity: An Essay in the History of Scientific Ideas. Princeton University Press. ISBN 0-691-02350-6.
- Gould, Stephen Jay (1993). „Foreword”.  Ур.: Jean Chandler Smith. Georges Cuvier: an annotated bibliography of his published works. Washington, DC: Smithsonian Institution Press. ISBN 978-1-56098-199-2.
- ——— (2001). The lying stones of Marrakech : penultimate reflections in natural history. Vintage. ISBN 978-0-09-928583-0.
- ——— (2002). The Structure of Evolutionary Theory. Harvard: Belknap Harvard. ISBN 978-0-674-00613-3.
- Haig, David (2007). „Weismann Rules! OK? Epigenetics and the Lamarckian temptation”. Biology and Philosophy. 22 (3): 415—428. S2CID 16322990. doi:10.1007/s10539-006-9033-y.
- Jablonka, Eva; Lamb, Marion J.; Avital, Eytan (1998). „'Lamarckian' mechanisms in darwinian evolution”. Trends in Ecology & Evolution. 13 (5): 206—210. PMID 21238269. doi:10.1016/s0169-5347(98)01344-5.
- Jablonka, Eva (2006). Evolution in Four Dimensions: Genetic, Epigenetic, Behavioral, and Symbolic Variation in the History of Life. Cambridge, MA: MIT Press. ISBN 978-0-262-60069-9.
- Jordanova, Ludmilla (1984). Lamarck, past master. Oxford: Oxford University Press. ISBN 978-0-19-287587-7.
- Jurmain, Robert; Lynn Kilgore; Wenda Trevathan; Russell L. Ciochon (2011). Introduction to Physical Anthropology (13th изд.). Wadsworth Publishing. ISBN 978-1-111-29793-0.
- Larson, Edward J (мај 2004). „"A Growing sense of progress”. Evolution: The remarkable history of a Scientific Theory. New York: Modern Library.
- Mantoy, Bernard (1968). Lamarck. Savants du monde entier. 36. Paris: Seghers.
- Mayr, Ernst (1964) [1859]. „Introduction”.  Ур.: Charles Darwin. On the Origin of Species: a Facsimile of the First Edition. Harvard University Press. ISBN 978-0-674-63752-8.
- Mitchell, Peter Chalmers (1911). „Evolution”.  Ур.: Chisholm, Hugh.  (на језику: енглески). 10 (11 изд.). Cambridge University Press.
- Moore, James R. (1981). The Post-Darwinian Controversies: A Study of the Protestant Struggle to Come to Terms with Darwin in Great Britain and America 1870–1900. Cambridge University Press.
- Osborn, Henry Fairfield (1894). From the Greeks to Darwin. Macmillan and Company.
- Osborn, Henry Fairfield (1905). From the Greeks to Darwin: an outline of the development of the evolution idea (2nd изд.). New York: Macmillan.
- Packard, Alpheus Spring (1901). Lamarck, the founder of Evolution: his life and work with translations of his writing on organic evolution. New York: Longmans, Green.
- Packard, Alpheus Spring (2008) [1901]. Lamarck, The Founder of Evolution. Wildhern Press.
- Roger, Jacques (1986). „The Mechanist Conception of Life”.  Ур.: Lindberg, David C.; Numbers, Ronald L. God and Nature: Historical Essays on the Encounter Between Christianity and Science. University of California Press.
- Rudwick, Martin J. S. (1998). Georges Cuvier, Fossil Bones, and Geological Catastrophes: New Translations and Interpretations of the Primary Texts. University of Chicago Press. ISBN 978-0-226-73107-0.
- Ruse, Michael (1999). The Darwinian Revolution: Science Red in Tooth and Claw. University of Chicago Press.
- Szyfman, Léon (1982). Jean-Baptiste Lamarck et son époque. Paris: Masson. ISBN 978-2-225-76087-7.
- Junko A. Arai; Shaomin Li; Dean M. Hartley; Larry A. Feig (2009). „Transgenerational rescue of a genetic defect in long-term potentiation and memory formation by juvenile enrichment”. The Journal of Neuroscience. 29 (5): 1496—1502. PMC 3408235 . PMID 19193896. doi:10.1523/JNEUROSCI.5057-08.2009.
- Ross Honeywill (2008). Lamarck's Evolution: Two Centuries of Genius and Jealousy. Pier 9. ISBN 978-1-921208-60-7.
- Waggoner, Ben; Speer, B. R. (2. 9. 1998). „Jean-Baptiste Lamarck (1744-1829)”. UCMP Berkeley. Приступљено 16. 12. 2018.
- Weber, A. S. (2000). Nineteenth-Century Science: An Anthology. Broadview Press. ISBN 978-1-55111-165-0.

## Spoljašnje veze
- Jean-Baptiste Lamarck
- Understanding Evolution. Early Concepts of Evolution: Jean Baptiste Lamarck
- The Imaginary Lamarck: A Look at Bogus "History" in Schoolbooks by Michael Ghiselin
- Žan Batist Lamark на сајту Пројекат Гутенберг (језик: енглески)
- Žan Batist Lamark на сајту Internet Archive (језик: енглески)
- Epigenetics: Genome, Meet Your Environment
- Science Revolution Followers of Lamarck
- Encyclopédie Méthodique: Botanique At: Biodiversity Heritage Library
- Jean-Baptiste Lamarck: works and heritage, online materials about Lamarck (23,000 files of Lamarck's herbarium, 11,000 manuscripts, books, etc.) edited online by Pietro Corsi (Oxford University) and realised by CRHST-CNRS in France.
- Biography of Lamarck at University of California Museum of Paleontology
- Chisholm, Hugh, ур. (1911). „Lamarck, Jean Baptiste Pierre Antoine de Monet, chevalier de”.  (на језику: енглески) (11 изд.). Cambridge University Press.
- Memoir of Lamarck by James Duncan
- Lamarck's writings are available in facsimile (PDF) and in Word format (in French) at www.lamarck.cnrs.fr. The search engine allows full text search.
- Recherches sur l'organisation des corps vivans Архивирано на веб-сајту  (26. октобар 2020) (1801) – fully digitized facsimile from Linda Hall Library.
- Hydrogéologie Архивирано на веб-сајту  (27. октобар 2020) (1802) – digitized facsimile from Linda Hall Library
- Lamarck and Natural Selection, BBC Radio 4 discussion with Sandy Knapp, Steve Jones and Simon Conway Morris (In Our Time, 26 December 2003)